# Heldrungen
Heldrungen es un barrio de la ciudad alemana de An der Schmücke, en el distrito de Kyffhäuser, en el estado federado de Turingia (Alemania), a una altitud de 130 metros. Su población a finales de 2016 era de unos 2200 habitantes. Se encuentra ubicado a poca distancia al sur de la frontera con el estado de Sajonia-Anhalt.
Era un antiguo pueblo cuya existencia se conoce en documentos del año 777. Desde el siglo XIII alberga un destacado castillo, donde en 1525 fue encarcelado el revolucionario Thomas Müntzer. En 1530, el emperador Carlos le concedió el título de ciudad. En 1761 nació aquí el filósofo Gottlob Ernst Schulze. La ciudad aumentó su territorio en 1950 con la incorporación del antiguo municipio de Braunsroda y en 1993 se convirtió en la capital de una mancomunidad de municipios (Verwaltungsgemeinschaft) llamada An der Schmücke, que por formar en buena parte una conurbación se convirtió el 1 de enero de 2019 en una ciudad con ayuntamiento unificado donde Heldrungen pasó a ser el barrio principal.